# 고정비율
고정비율(固定比率)은 고정자산과 자기자본의 비율이다. 식은 다음과 같이 나타낼 수 있다.
고정비율은 고정자산 분의 자기자본이다.

이 비율에 대해서는 100% 이상이 바람직하다고 하는데, 이것은 고정자산에 투하되는 자금은 모두 자기자본이어야 한다고 하는 독선적인 견해가 있기 때문이다. 즉, 고정자산에 구속된 자금은 자유화에 시간이 걸리기 때문에 차입자본에 의해 이것을 충당할 때는 자금의 회수 전에 반제하기 쉬우며 기업의 지불 능력이 악화될 우려가 있다. 단, 차입자본이라도 장기적인 것이라면 기업의 안정성은 그다지 침해되지 않는다. 또한, 단기 차입금일지라도 계약의 갱신을 거듭할 수 있는 확실성이 있으면 안정성은 큰 피해를 입지 않을 것이다. 고정자산과 자기자본 더하기 고정부채의 비율은 장기자본 적합률이라고 부른다.